# Mike Massimino
Michael James Massimino (n. el 19 de agosto de 1962) es un profesor estadounidense de ingeniería mecánica en la Universidad de Columbia y ex astronauta de la NASA. Es el asesor principal de programas espaciales en el Museo naval, aéreo y espacial del Intrepid.

## Primeros años
Massimino nació el 19 de agosto de 1962 en Oceanside, Nueva York, y se crio en Franklin Square, Nueva York, ambos en Long Island. Se graduó de H. Frank Carey Junior-Senior High School en Franklin Square, Nueva York en 1980. Luego asistió a la Universidad de Columbia, se graduó con una licenciatura en Ingeniería Industrial en 1984. Se graduó en el Instituto de Tecnología de Massachusetts con una maestría en ciencias en Ingeniería Mecánica y un máster en ciencias en Tecnología y Políticas Públicas en 1988. Continuó su educación en el MIT, obteniendo un título de ingeniero mecánico en 1990 y un Ph.D doctorado en filosofía en ingeniería mecánica en 1992.

## Carrera
Al completar su licenciatura de Columbia Massimino trabajó para IBM como ingeniero de sistemas en la ciudad de Nueva York desde 1984 hasta 1986. En 1986 ingresó a la escuela de posgrado del Instituto de Tecnología de Massachusetts, donde realizó investigaciones sobre el control de operadores humanos de sistemas de robótica espacial en el MIT. Su trabajo dio lugar a la concesión de dos patentes. Mientras estudiaba en el MIT, trabajó durante el verano de 1987 como ingeniero general en la sede de la NASA en la Oficina de Aeronáutica y Tecnología Espacial, durante los veranos de 1988 y 1989 como investigador en la Rama de Integración de Man-Systems en la NASA Marshall. Space Flight Center, y durante el verano de 1990 como ingeniero investigador visitante en el German Aerospace Center (DLR) en Oberpfaffenhofen, Alemania. Después de graduarse de MIT en 1992, Massimino trabajó en McDonnell Douglas Aerospace en Houston, Texas como ingeniero de investigación, donde desarrolló pantallas de computadoras portátiles para ayudar a los operadores del sistema de manipulador remoto del Transbordador Espacial. Estas pantallas incluyeron la pantalla de posición del manipulador, que se evaluó en STS-69. De 1992 a 1994, fue también profesor adjunto adjunto en el Departamento de Ingeniería Mecánica y Ciencias de los Materiales en la Universidad de Rice, donde enseñó control de retroalimentación de sistemas mecánicos. En septiembre de 1995, Massimino se unió a la facultad del Instituto de Tecnología de Georgia como profesor asistente en la Escuela de Ingeniería Industrial y de Sistemas. En Georgia Tech impartió clases de ingeniería de sistemas hombre-máquina y realizó investigaciones sobre interfaces hombre-máquina para sistemas espaciales y de aeronaves en el Centro de Investigación de Sistemas Máquina-Hombre, y actualmente es profesor adjunto en Georgia Tech. Ha publicado artículos en revistas técnicas y en actas de conferencias técnicas. En 2011, Massimino fue uno de los anfitriones de la tercera temporada de la serie documental Known Universe de National Geographic Channel, junto con Sigrid Close, Andy Howell, David E. Kaplan y Steve Jacobs. Después de que Massimino ya no era un astronauta activo, escribió el libro "Hombre espacial: El viaje improbable de un astronauta para desbloquear los secretos del universo" (Spaceman: An Astronaut's Unlikely Journey to Unlock the Secrets of the Universe).

### Carrera de la NASA

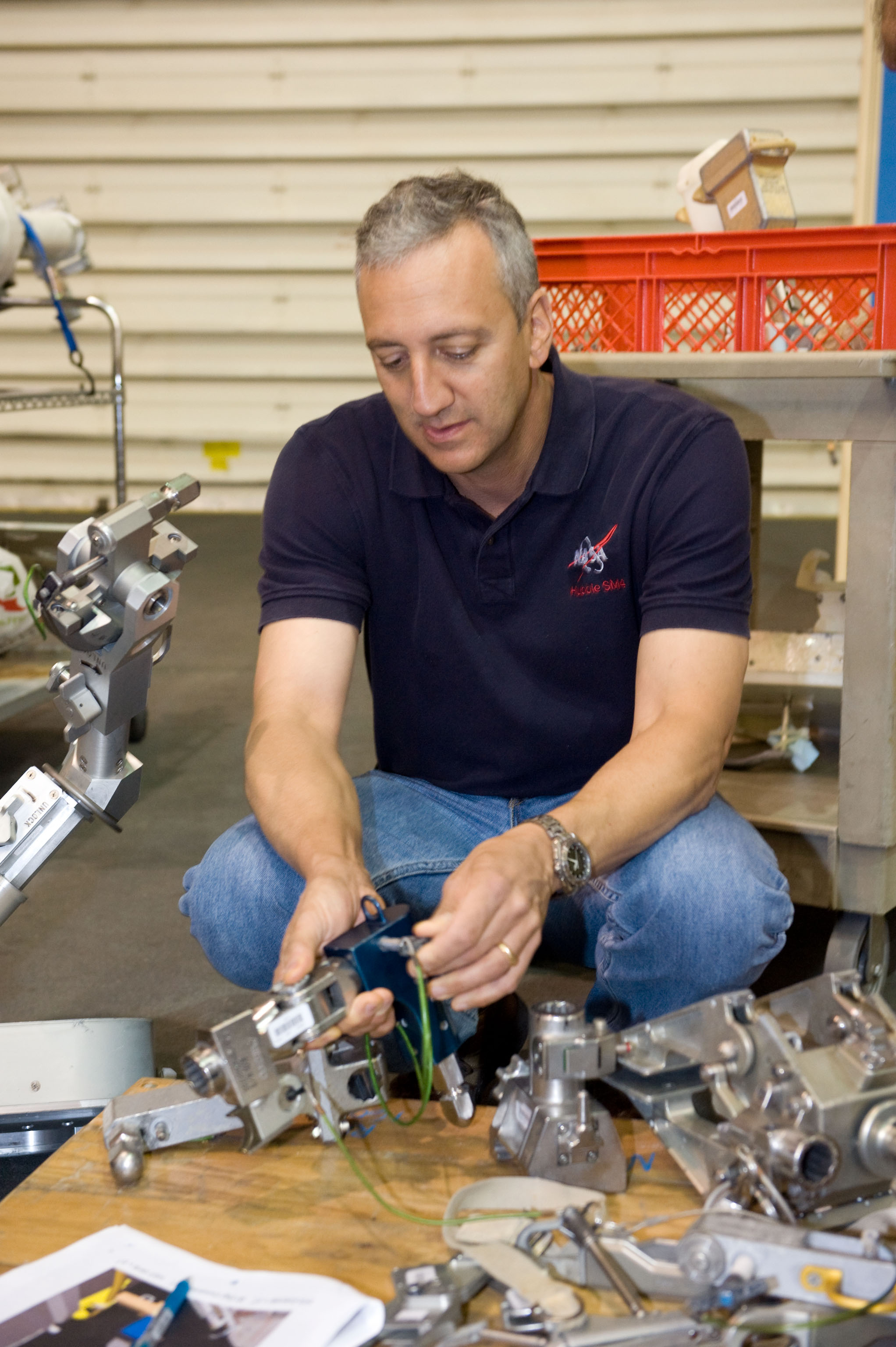
Massimino trabaja con hardware de EVA mientras entrenaba para STS-125

Seleccionado como candidato a astronauta por la NASA en mayo de 1996, Massimino fue reportado al Centro Espacial Johnson en agosto de 1996. Completó dos años de entrenamiento y evaluación iniciales y calificó para la asignación de vuelo como especialista en misiones. Antes de su primera asignación de vuelo espacial, Massimino se desempeñó en la rama de Robótica de la Oficina de Astronautas y en la rama de Actividad Extravehicular (EVA) de la Oficina de Astronautas. Se ha desempeñado como CAPCOM (comunicador de naves espaciales) en el control de la misión y ha realizado otras tareas técnicas en la sucursal de Astrcom de la oficina de astronautas. Actualmente está prestado por el Centro Espacial Johnson y se desempeña como profesor visitante en la Universidad de Columbia en un curso sobre vuelo espacial humano.
El 29 de julio de 2014, Massimino anunció que dejaría la NASA para seguir una carrera docente en la Universidad de Columbia, en la ciudad de Nueva York.

#### Experiencia de vuelo espacial
STS-109 Columbia (marzo 1–12, 2002). STS-109 fue la cuarta misión de servicio del Telescopio Espacial Hubble (HST). La tripulación del STS-109 actualizó con éxito el Telescopio Espacial Hubble y lo dejó con una nueva unidad de potencia, una nueva cámara (la Cámara avanzada para encuestas) y nuevos paneles solares. STS-109 estableció un récord de tiempo de caminata espacial con 35 horas y 55 minutos durante 5 caminatas espaciales. Massimino realizó dos paseos espaciales por un total de 14 horas y 46 minutos. STS-109 orbitó la Tierra 165 veces y cubrió 4.5 millones de millas estatutarias en más de 262 horas y 10 minutos.
STS-125 Atlantis (11–24 de mayo de 2009) fue la última misión de mantenimiento del Hubble por el transbordador espacial. Atlantis aterrizó en California después de que un clima tormentoso impidiera que el transbordador aterrizara en la base de la NASA en Florida, como se había planeado previamente. Durante la misión, Massimino se convirtió en la primera persona en usar Twitter en el espacio, escribiendo: "Desde la órbita: ¡El lanzamiento fue increíble! Me siento genial, trabajando duro y disfrutando de las magníficas vistas, ¡la aventura de toda una vida ha comenzado!" En lugar de utilizar el servicio directamente mientras estaba en órbita, Massimino redactó sus mensajes y los compartió con el Control de la Misión, que luego publicó los mensajes a través de Internet en Twitter. Las actualizaciones públicas de Massimino sobre su entrenamiento para la misión STS-125 comenzaron el 3 de abril de 2009.

## En los medios
En el programa infantil de PBS Sid el niño científico, Michael Massimino apareció como él mismo en un episodio centrado en científicos.
A partir de 2012, Massimino apareció como él mismo en un papel recurrente en la comedia de CBS TV The Big Bang Theory, que se lanzó a bordo de una Soyuz rusa a la Estación Espacial Internacional. Apareció en otro episodio, aconsejando a Howard Wolowitz que no fuera a una segunda misión a la Estación Espacial Internacional.
Es un invitado frecuente en el podcast de StarTalk de Neil deGrasse Tyson, y también ha aparecido en la versión de televisión.
Massimino actuó dos veces en un evento narrativo de The Moth: el 14 de noviembre de 2012 habló sobre las altas apuestas en la reparación del Telescopio Espacial Hubble en A View of the Earth y el 21 de febrero de 2017, habló sobre la prueba de natación al comienzo de su entrenamiento de astronauta en Swimming with Astronauts.
Massimino hace una breve aparición en el lanzamiento de un transbordador en el Capítulo XXIX de la novela A Hologram for the King de 2012, en el que habla sobre su experiencia en el espacio.
Massimino fue invitado en el episodio 414 del Nerdist podcast.
Después del lanzamiento del 4 de octubre de 2013 de la película Gravity con Sandra Bullock, Massimino comentó sobre la confiabilidad científica de la película. También se sugirió que el papel desempeñado por George Clooney se basó parcialmente en el rendimiento de la caminata espacial de Massimino.
Massimino hizo una aparición como invitado en una de las conferencias en video de An Introduction to Interactive Programming en Python, un MOOC ofrecido por la Universidad de Rice.
El arquetipo de Crown publicó el 4 de octubre de 2016 el libro de Massimino, Spaceman: An Astronaut's Unlikely Journey to Unlock the Secrets of the Universe. La versión audible del libro electrónico está narrada por el propio Massimino.
En 2017, Massimino recibió la cobertura en vivo de Science Channel del eclipse solar total del 21 de agosto, denominado "Great American Eclipse".
Poco después, se convirtió en anfitrión de Science's The Planets, una mirada en profundidad a los planetas del sistema solar, así como a los planetas y exoplanetas enanos. La serie se renovó para una segunda temporada, que comenzó a transmitirse en 2018 con el nuevo título The Planets and Beyond. También organizó una serie complementaria en línea, Ask the Astronaut, en la que habló sobre sus experiencias personales de vuelo espacial.
El Dr. Massimino también apareció en un episodio del podcast "This is Rocket Science", dirigido por estudiantes de pregrado en la Universidad de Columbia.

## Organizaciones
- Columbia University Alumni Association
- MIT Alumni Association
- Association of Space Explorers.

## Premios y honores
- NASA Space Flight Medals[24]
- NASA Graduate Student Researchers Program Fellowship[24]
- Order Sons of Italy in America 2005 Guglielmo Marconi Award[25]

## Vida personal
Massimino tiene dos hijos, una hija y un hijo.

## Frase de captura
En una entrevista de YouTube (publicada el 15 de noviembre de 2018 en el canal StarTalk) por el comediante Chuck Nice, cuando se le preguntó si tenía una frase, Mike Massimino dijo lo siguiente:
"Zippity doo da" (2018)

## Filmografía
| Year      | Title                  | Role     | Notes |  |
| --------- | ---------------------- | -------- | --- |  |
| 2010      | Hubble                 | Él mismo | Una película IMAX 3D dirigida por Toni Myers y narrada por Leonardo DiCaprio, que muestra vistas asombrosas de la galaxia y un informe de varias caminatas espaciales que se realizaron para instalar y mantener el Telescopio Espacial Hubble.                                                |  |
| 2010      | SXSW Flashback 2010    | Él mismo | Documental del festival de música South by Southwest 2010, un conglomerado anual de festivales y conferencias de cine, medios interactivos, y música que tienen lugar en Austin, Texas. La iteración 2010 se desarrolló del 12 al 21 de marzo.                                                 |  |
| 2011      | Sid the Science Kid    | Él mismo | "¡Quiero ser científico!" (episodio 57) |  |
| 2011–14   | The Big Bang Theory    | Él mismo | "The Friendship Contraction" The Countdown Reflection" The Decoupling Fluctuation" The Re-Entry Minimization" The Table Polarization" The First Pitch Insufficiency" |  |
| 2015-16   | StarTalk               | Él mismo | "Chris Hadfield" (episodio 7) "Bas Lansdorp" (Mars One) (episodio 17) "Buzz Aldrin" (episodio 30) |  |
| 2016      | American Graduate Day  | Él mismo | El documental del 5.º Día anual de graduados en Estados Unidos, el 17 de septiembre, se transmitió en vivo desde Tisch WNET Studios y se transmitió en Facebook Live y americangraduate.org, y se centra en la tutoría como una solución para uno de los mayores desafíos educativos del país. |  |
| 2017-2018 | The Planets and Beyond | Él mismo | Anfitrión de la serie Science Channel y serie web complementaria Ask the Astronaut |  |
| 2018      | Raven's Home           | Jimmy    | "Oh Father, Where Are Thou?" (episodio 21) |  |